# 3 Samodzielna Eskadra Lotnictwa Łącznikowego

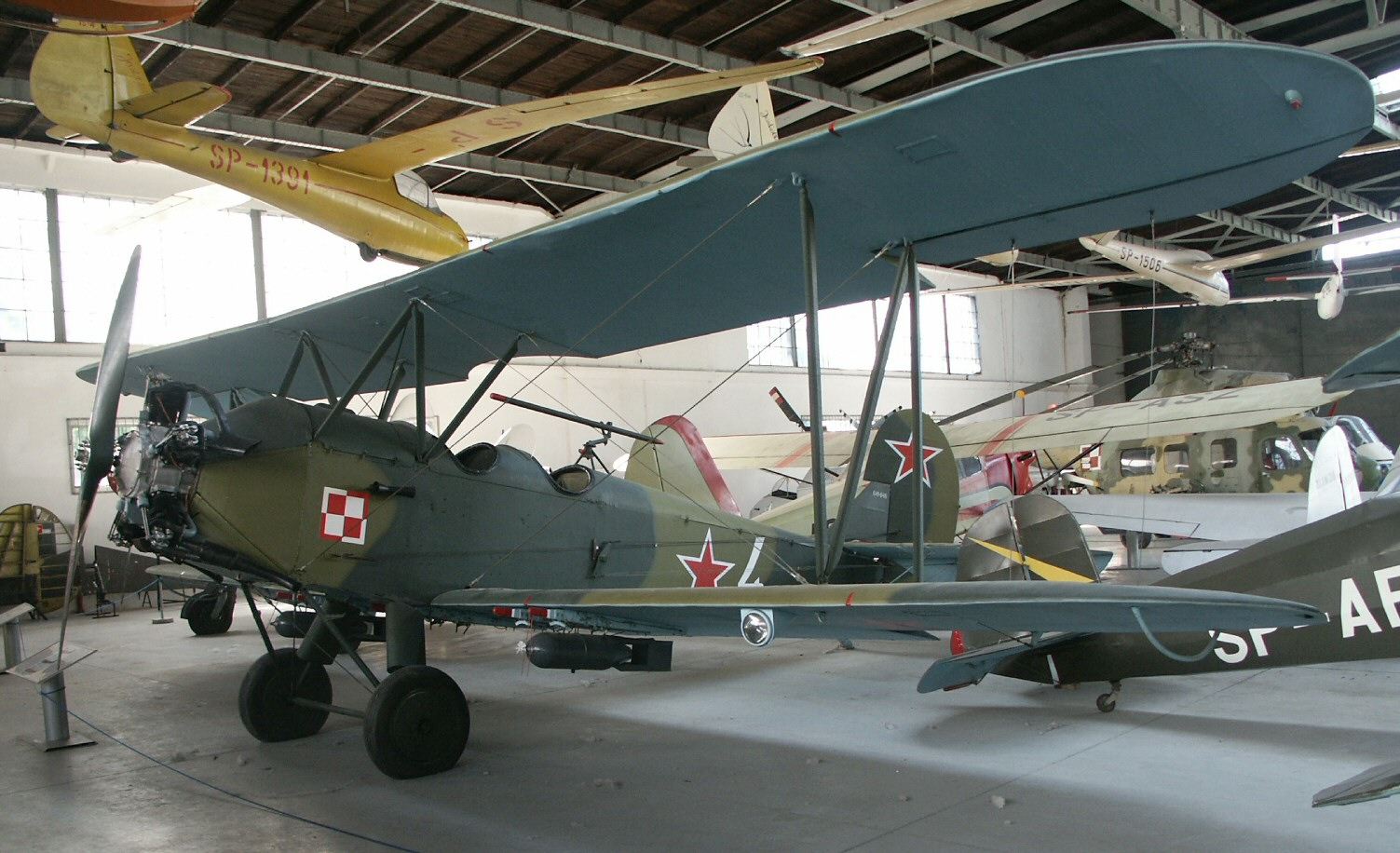
Po-2

3 Saska Eskadra Lotnictwa Łącznikowego (3 elł) – pododdział lotnictwa łącznikowego ludowego Wojska Polskiego.

## Formowanie i zmiany organizacyjne
Sformowana drugiej połowie sierpnia 1944 roku w Przywołżańskim Okręgu Wojskowym. Na  początku  września 1944 roku jednostka przebazowana została do Polski i 11 września wcielona do Wojska Polskiego.
W październiku 1944 r. eskadra stacjonowała w Woli Sławińskiej.
1 stycznia 1945 roku w eskadrze było 81 ludzi i 9 samolotów łącznikowych Po-2. Od 20 listopada  przekazano ją do dyspozycji dowódcy 2 Armii WP.
Rozformowana została w połowie stycznia 1946 roku. Samoloty przekazano do 2 samodzielnego mieszanego pułku lotniczego.
W 1967 roku 10 Eskadra Lotnictwa Łącznikowego została przemianowana na 3 Saską Samodzielną Eskadrę Lotnictwa Łącznikowego.

## Działania
Eskadra wyruszyła na front wraz ze sztabem 2 Armii WP. Wzmacniała system dowodzenia armią podczas walk nad Nysą Łużycką, a następnie na terenie Saksonii i w Czechosłowacji.
Po zakończeniu wojny eskadra powróciła do kraju i stacjonowała na lotnisku Mokotów. 
Za działalność bojową została odznaczona Orderem Czerwonej Gwiazdy i wyróżniona mianem „Saska”.

## Obsada personalna eskadry
- dowódca

mjr Markiewicz
- szef sztabu — mjr Szweckow